# Anisodes tolinta
Anisodes tolinta là một loài bướm đêm trong họ Geometridae.